# Radnóti-Alföldi Mária
Radnóti-Alföldi Mária, gyakran R. Alföldi Mária (Budapest, 1926. június 6. – 2022. május 7.) magyar származású német régész, numizmatikus.

## Életpályája
Alföldi Géza (1891–1974) orvos és Demeter Olga (1899–1992) egyetlen gyermekeként nőtt fel Budapesten. Apai nagyapja Alföldi Dávid (1859–1929) ügyvéd, az egri Ügyvédi Kamara elnöke volt. A Mária Terézia Leánygimnázium 1944-es elvégzése után a budapesti Pázmány Péter Tudományegyetem Bölcsészettudományi Karán tanult 1949-ig. 1957-ig a Magyar Nemzeti Múzeumban dolgozott. 1950-től tanári megbízást kapott egy téli félévi gyakorlatra az Eötvös Loránd Tudományegyetemen. Az 1956-os forradalom leverése utáni férjével Bécsen keresztül Bajorországba emigrált. 1957–1962 között tudományos asszisztensként dolgozott a Német Kutatási Alapítvány (DFG) Fundmünzen der Römischen Zeit in Deutschland (FMRD) kutatási projektjében. Az 1961-es nyári félévben habilitált a müncheni Lajos–Miksa Egyetemen az ókori numizmatika témaköréből. A következő évben követte férjét Frankfurt am Mainba, ahol a férfi a Frankfurti Egyetemen kapott professzori állást. Radnóti Aladár 1972 decemberében bekövetkezett korai halála után, 1973-ban vette át professzori tisztségét. Nyugdíjba vonulásáig, 1991-ig a Görög-római Történeti Tanszéken tanított.

### Munkássága
Radnóti-Alföldi Mária az ókori numizmatika szakértője. Kutatásainak középpontjában a leletérmék elemzése, a római történelem és a császári önreprezentáció témakörei állnak. Ő vezette a Berlin-Brandenburgi Tudományos Akadémia görög pénzverési osztályát, valamint Hans-Markus von Kaenellel a mainzi Tudományos és Irodalmi Akadémia Fundmünzen der Antike (FdA) projektjét. Számos kötetet felügyelt a Fundmünzen der Antike projekthez. Tagja a mainzi Tudományos és Irodalmi Akadémiának és rendes tagja a Német Régészeti Intézetnek. Tudományos munkásságát nemzetközileg is elismerték, beleértve a londoni Királyi Numizmatikai Társaság érmét (1995), az Amerikai Numizmatikai Társaság Archer M. Huntington-érmét (2000); Tiszteletbeli tagja az Osztrák Numizmatikai Társaságnak, a Société Française de Numismatique-nak, a Commission Internationale de Numismatique-nak, a Magyar Numizmatikai Társulatnak és a Magyar Ókortudományi Társaságnak. 1992-ben megkapta a Német Szövetségi Köztársaság Érdemrendjét.

## Magánélete
1947-ben feleségül ment Radnóti Aladár (1913–1972) régészhez.

## Főbb művei
- Die Fundmünzen der römischen Zeit in Deutschland. (FMRD). IV 3/1-2; 3/4-6. Gebruder Mann Verlag, Trier, 1962
- Die Constantinische Goldprägung. Untersuchungen zu ihrer Bedeutung für Kaiserpolitik und Hofkunst. (A konstantinápolyi aranypénzverés. Vizsgálatok a birodalmi politika és az udvari művészet jelentőségéről), Mainz, 1963
- Dekadrachmon. Ein forschungsgeschichtliches Phänomen (Decadrachma: Egy tudománytörténeti jelenség). Franz Steiner Verlag, Wiesbaden, 1976, ISBN 3-515-02402-6
- Antike Numismatik. Teil 1: Theorie und Praxis (Ősi numizmatika. 1. rész: Elmélet és gyakorlat). Philipp von Zabern, Mainz 1978, ISBN 3-8053-0230-4
- Antike Numismatik. Teil 2: Bibliographie (Ősi numizmatika. 2. rész: Bibliográfia). Philipp von Zabern, Mainz 1978, ISBN 3-8053-0335-1
- Antike Goldmüzen. In der Münzensammlung der Deutschen Bundesbank; mitarb. Ursula Hagen-Jahnke et al.; Giesecke und Devrient, München, 1980
- Bild und Bildersprache der römischen Kaiser. Beispiele und Analysen (A római császárok képi és vizuális nyelve. Példák és elemzések). Philipp von Zabern, Mainz, 1999, ISBN 3-8053-2455-3
- Phoenix aus der Asche. Die Liburna, ein Gründungsmonument von Constantinopolis (Főnix a hamvaiból. A Liburna, Konstantinápoly egyik alapító emlékműve). Steiner, Stuttgart, 2004, ISBN 3-515-08612-9

## Származása
| Radnóti-Alföldi Mária (Budapest, 1926. jún. 6.– 2022. máj. 7.) régész, numizmatikus | Apja: Alföldi Géza (Eger, 1891. dec. 29.– Budapest, 1974. júl. 5.) orvos | Apai nagyapja: Alföldi Dávid (1881-ig Schwartz) (Eger, 1859. máj. 4.– Eger, 1929. ápr. 6.) ügyvéd, az egri Ügyvédi Kamara elnöke | Apai nagyapai dédapja: Schwartz Simon           |
| Radnóti-Alföldi Mária (Budapest, 1926. jún. 6.– 2022. máj. 7.) régész, numizmatikus | Apja: Alföldi Géza (Eger, 1891. dec. 29.– Budapest, 1974. júl. 5.) orvos | Apai nagyapja: Alföldi Dávid (1881-ig Schwartz) (Eger, 1859. máj. 4.– Eger, 1929. ápr. 6.) ügyvéd, az egri Ügyvédi Kamara elnöke | Apai nagyapai dédanyja: Klein Betti             |
| Radnóti-Alföldi Mária (Budapest, 1926. jún. 6.– 2022. máj. 7.) régész, numizmatikus | Apja: Alföldi Géza (Eger, 1891. dec. 29.– Budapest, 1974. júl. 5.) orvos | Apai nagyanyja: Engel Ilona (Kömlő, 1859.– Eger, 1929. ápr. 8.)                                                                  | Apai nagyanyai dédapja: Engel Jakab             |
| Radnóti-Alföldi Mária (Budapest, 1926. jún. 6.– 2022. máj. 7.) régész, numizmatikus | Apja: Alföldi Géza (Eger, 1891. dec. 29.– Budapest, 1974. júl. 5.) orvos | Apai nagyanyja: Engel Ilona (Kömlő, 1859.– Eger, 1929. ápr. 8.)                                                                  | Apai nagyanyai dédanyja: Engel Ida              |
| Radnóti-Alföldi Mária (Budapest, 1926. jún. 6.– 2022. máj. 7.) régész, numizmatikus | Anyja: Demeter Olga (Budapest, 1899. febr. 18.– 1992. ápr. 26.)          | Anyai nagyapja: Demeter János Lajos (Pest, 1869. okt. 26.– Rákosliget, 1924. jún. 3.) magánhivatalnok                            | Anyai nagyapai dédapja: Demeter Lajos           |
| Radnóti-Alföldi Mária (Budapest, 1926. jún. 6.– 2022. máj. 7.) régész, numizmatikus | Anyja: Demeter Olga (Budapest, 1899. febr. 18.– 1992. ápr. 26.)          | Anyai nagyapja: Demeter János Lajos (Pest, 1869. okt. 26.– Rákosliget, 1924. jún. 3.) magánhivatalnok                            | Anyai nagyapai dédanyja: Ványi Erzsébet         |
| Radnóti-Alföldi Mária (Budapest, 1926. jún. 6.– 2022. máj. 7.) régész, numizmatikus | Anyja: Demeter Olga (Budapest, 1899. febr. 18.– 1992. ápr. 26.)          | Anyai nagyanyja: Salzman Karolina Margit (Budapest, 1875. jan. 24.–?)                                                            | Anyai nagyanyai dédapja: Salzman Lajos nyomdász |
| Radnóti-Alföldi Mária (Budapest, 1926. jún. 6.– 2022. máj. 7.) régész, numizmatikus | Anyja: Demeter Olga (Budapest, 1899. febr. 18.– 1992. ápr. 26.)          | Anyai nagyanyja: Salzman Karolina Margit (Budapest, 1875. jan. 24.–?)                                                            | Anyai nagyanyai dédanyja: Blach Teréz           |

## Fordítás
- Ez a szócikk részben vagy egészben  a   Maria Radnoti-Alföldi című német Wikipédia-szócikk ezen változatának fordításán alapul.  Az eredeti cikk szerkesztőit annak laptörténete sorolja fel. Ez a jelzés csupán a megfogalmazás eredetét és a szerzői jogokat jelzi, nem szolgál a cikkben szereplő információk forrásmegjelöléseként.